# Illés Lajos (zenész)
Illés Lajos (Budapest, 1942. március 18. – Budapest, 2007. január 29.) Kossuth-díjas magyar zenész, zeneszerző, énekes, az Illés-együttes alapítója, református kántor.

## Pályafutása
Illés Lajos és Toldy Irén gyermekeként született. A VIII. kerületi tisztviselőtelepi Széchenyi István Gimnáziumban érettségizett. Két évet tanult a BME-n.

### 1960–1965 az első Illés együttessel
Testvérével, Illés Károllyal alapították az Illés-együttest 1960-ban, amely az új zenei stílussal, az 1960-as évek közepére óriási népszerűségre tett szert.
Az Illés-nek három korszaka volt, amikor az összetétel és a zene is változott (1960–1965, 1965–1973 és 1973–1982). Mindhárom korszakban az alapító Illés Lajos vezette a zenekart. „Családi zenekarként” az együttes már 1957-ben létezett (az Illés fivérek mellett ekkor Zsiga István játszott benne gitárosként).

### 1965 és 1973 között a Szörényi testvérekkel és Bródy Jánossal

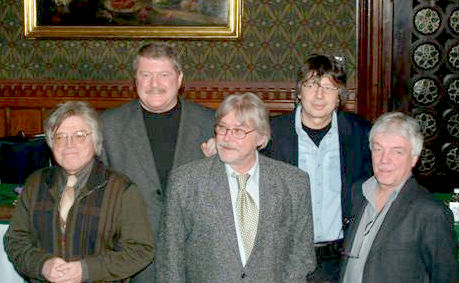
Illés Lajos középen (2000)

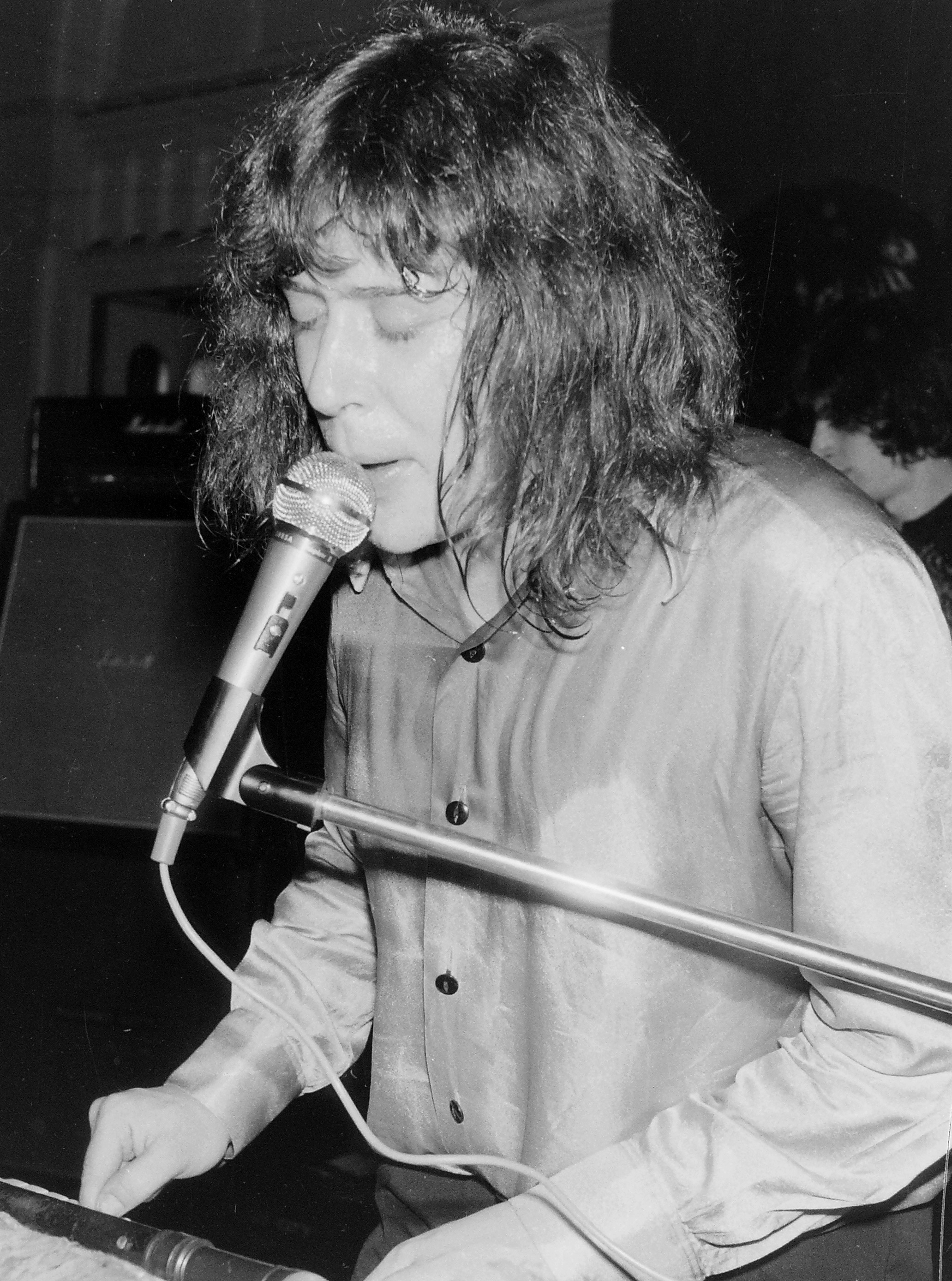
Illés Lajos (1970)

1963-ban Aczél György és az MSZMP Központi Bizottságának Agitációs és Propaganda Bizottsága is azon a véleményen volt, hogy az Illés-együttesnek meg kell szűnnie, mivel a „beatzene alvilági, erotikus eltévelyedés”.
A középső, „nagy” korszakban az együttes felállása: Illés Lajos – zongora, ének; Szörényi Levente – gitár, ének; Szörényi Szabolcs – basszusgitár, ének; Bródy János – akkordgitár, ének; Pásztory Zoltán – dobok. Néhány népszerű daluk: Az utcán, Kéglidal, Ne gondold, Little Richard, Amikor én még kissrác voltam, Sárika. Ő volt Koncz Zsuzsa számos sikerdalának a szerzője (Miért hagytuk, hogy így legyen; Jelbeszéd; Valahol egy lány stb.).

### 1973–1982 a harmadik Illés együttessel

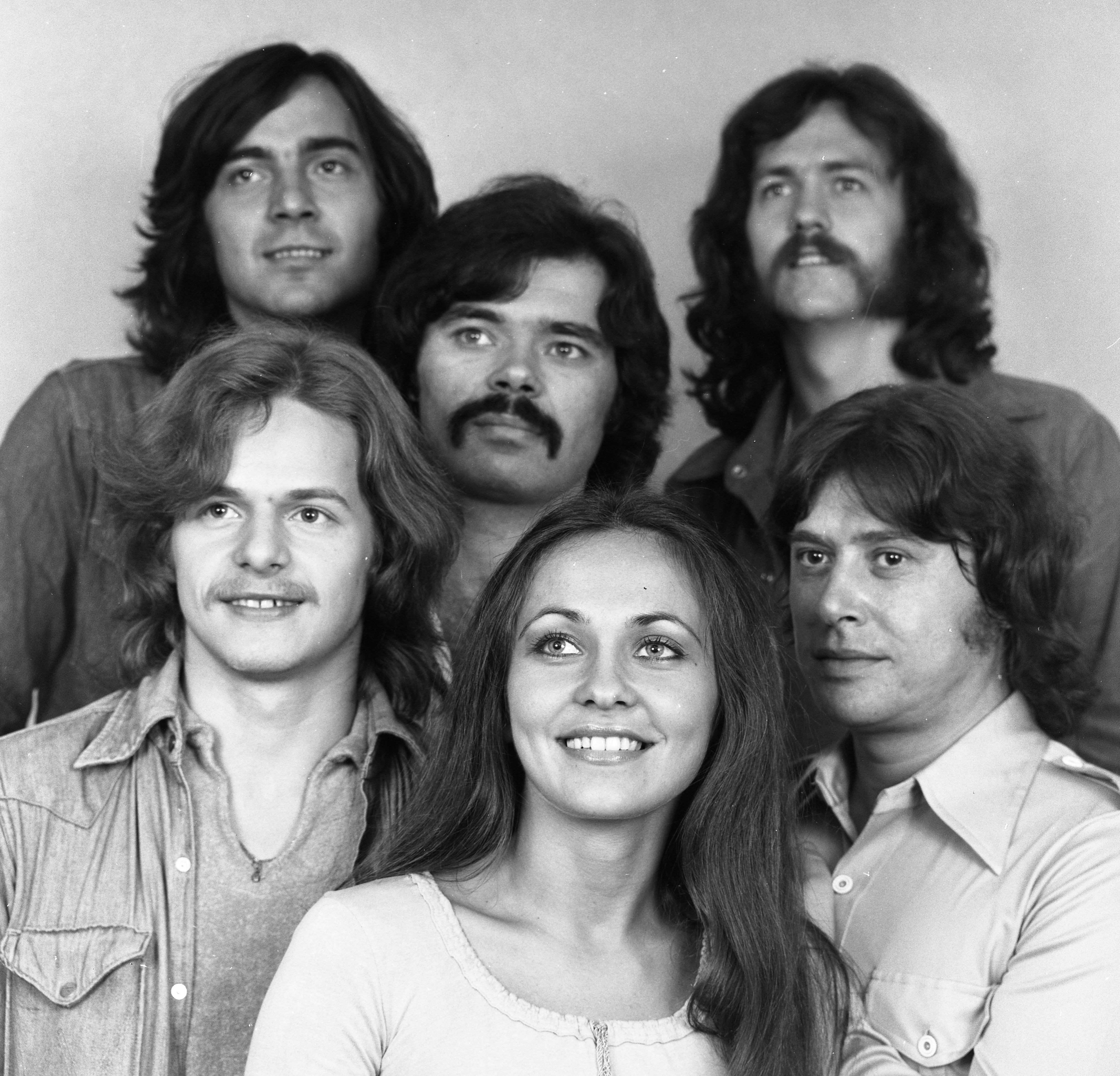
Illés Lajos együttese 1977-ben: elöl Papp Tamás, Serfőző Anikó, Illés Lajos, mögöttük Jenei Szilveszter, Kiss Ernő Pál, Selmeczi László

1974 őszén újjáalakult az Illés-együttes, amelynek tagja lett Serfőző Anikó énekesnő, aki a Boldog város című lemezen megjelent Egy fiú és a tündér musical betétszámait énekelte és amelynek szövegkönyvét Görgey Gábor írta.

### 1983-tól haláláig
1988-ban jelent meg Kicsit keserű című szerzői albuma, amelyen az akkori pop és rockzene számos kiválósága közreműködött, mások mellett Demjén Ferenc, Márta István, Bontovics Kati, Bencsik Sándor, Somló Tamás és Zalatnay Sarolta és szövegíróként Zelki János. 1992-től a kisoroszi református gyülekezet kántora lett, ahol felesége lelkészként szolgált. 2000-ben az Illés-együttessel együtt (a második korszakbeli, „nagy” Illéssel) Kossuth-díjat kapott. „Zenéjében és szövegében egyaránt magyar beatzenét végül is mi írtunk és játszottunk először” – mondta Illés Lajos a díj átvétele után. 2007-ig élete utolsó két évtizedében a református egyház kántoraként szolgált Kisorosziban, a református templomban. Kisoroszi díszpolgára.
Az általa irányított Illés-együttes művei, Illés Lajos dalai a kommunista rendszer idején ritka, a dalszövegek mögé bújtatott ellenállást fejeztek ki. Késői műveivel a magyar nemzeti és keresztény értékeket kívánta ápolni: „Én egy nemzeti és keresztény Magyarország mellett politizálok: a magam módján és eszközeivel” – nyilatkozta az Új Ember hetilapnak 2000-ben.
2003-ban megjelent a Magyar Te Deum, 2005-ben pedig a Karácsonyi Te Deum című műve. Tervezte Arany János Toldijának megzenésítését is.

## Magánélete
Első felesége Makkai Lilla, Makkai Sándor író, református püspök unokája volt. Három gyermeke: Dávid (1964), Áron (1969, keresztszülei: Szörényi Levente és Koncz Zsuzsa), Bence (1981). Második felesége Kovács-Sebestyén Ilona volt.

## Művei

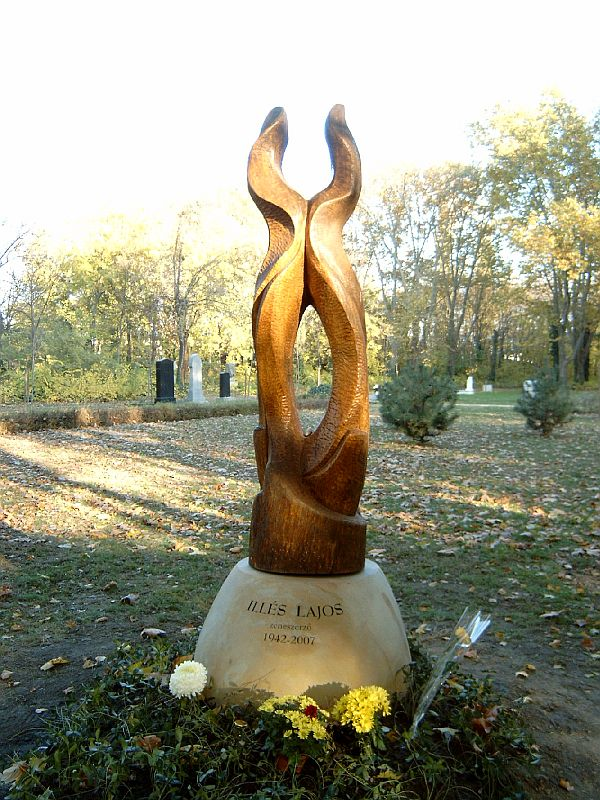
Illés Lajos sírja Budapesten. Kerepesi temető 41-2-18. A szobor Velkei József Lajos, a kőhalom Tóth Dávid alkotása

- Egy fiú és a tündér (1974, musical Vörösmarty Mihály Csongor és Tündéje alapján, együtt Görgey Gáborral)
- Liliomfi (1987) (zenés játék Szigligeti Ede: Liliomfi című népszínművére)
- Kicsit keserű (1988, szerzői album)
- Velünk az Isten (1991, oratorikus rock-istentisztelet. Szövegét – a református istentisztelet liturgiájának felhasználásával – Makkai Lilla és Makkai László írta.)
- Cantus Hungaricus (1994)
- Magyar Ének I–II–III. – Cantus Hungaricus (1996) (énekelt magyar versek albuma 3 részből, magába foglalja középső részként az 1994-ben írt Cantus Hungaricust, kifejtve olyan zenei vázlatokat, amelyeket 1994-ben az időkorlátok miatt nem adtak ki) 1997-ben mutatták be a Petőfi Csarnokban és a TV1 műsorában.
- Válaszúton – népdalátiratok (1997) (Szvorák Katival)
- Álomföldön – megzenésített versek (1997) (Szvorák Katival)
- Betlehem csillaga (2000, rockopera, Utassy Józseffel (József Attila-díjas) verses szövegével a millenniumi évben Jézus Krisztus születéstörténetével, Vidnyánszky Attila rendezésében)
- Tánc-lánc – Majla Sándor erdélyi költő gyerekverseire írt dalok (2001) (Szabó Borókával)
- Magyar Te Deum – Istendicsérő, ünnepi alkalomra szánt kórusmű, zsoltár- és egyházi költészetből válogatott szövegek összeállításával (2003)
- Karácsonyi Te Deum – Istendicsérő, ünnepi alkalomra szánt kórusmű, zsoltár- és egyházi költészetből válogatott szövegek összeállításával (2005)

## Díjai
- A Magyar Köztársasági Érdemrend tisztikeresztje (1994)
- Kossuth-díj (2000) megosztott Kossuth-díjat kapott az 1965 és 1973 között együtt zenélő Illés együttes tagjaival: Szörényi Leventével, Szörényi Szabolccsal, Bródy Jánossal és Pásztory Zoltánnal együtt.

## Illés Lajos Zeneiskola és Zeneház

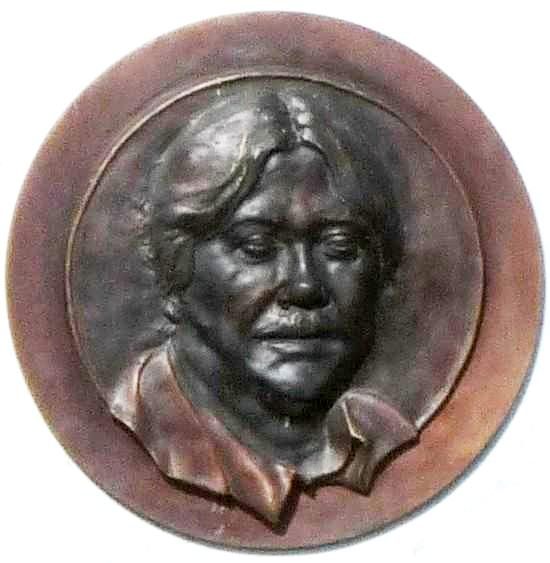
Illés Lajos-dombormű, Kisoroszi, Magyarország

Cegléden, a Batthyány u. 15. szám alatt található. Ez az első zeneiskola, amit Illés Lajosról neveztek el. 2007 októberével nyitotta meg kapuit a könnyűzenei oktatásra vágyó diákok előtt.